# بني كبة (عبس)

تعديل مصدري - تعديل

بني كبة هي إحدى قرى عزلة بني عضابي بمديرية عبس التابعة لمحافظة حجة، بلغ تعداد سكانها 312 نسمة حسب تعداد اليمن لعام 2004.